# Froges
Froges este o comună în departamentul Isère din sud-estul Franței. În 2009 avea o populație de 3.458 de locuitori.

## Evoluția populației
| An        | 1975  | 1982  | 1990  | 1999  | 2006  | 2009  |
| --------- | ----- | ----- | ----- | ----- | ----- | ----- |
| Populație | 2.303 | 2.191 | 2.330 | 3.092 | 3.500 | 3.458 |